# Otto Eduard Weddigen
Otto Eduard Weddigen (15. září 1882 Herford – 18. března 1915) byl ponorkový velitel císařského Německa během 1.světové války. Na jeho počest byla pojmenována první flotila obnoveného německého ponorkového loďstva Unterseebootflottille „Weddigen“.

## Život a mládí
Otto Eduard Weddigen pocházel z rodiny textilního podnikatele. Během let 1890–1901 vystudoval gymnázium. Po vystudování gymnázia se rozhodl začít svoji kariéru důstojníka v armádě, ale pokoušel se neúspěšně, jelikož důstojnické posty v Německu byly vyhrazeny šlechticům. Rozhodl se pro císařské námořnictvo, jelikož námořnictvo přijímalo i muže, kteří neměli šlechtický původ.

## Začátek kariéry u námořnictva
V roce 1906 byl v hodnosti poručíka převelen k Východoasijské eskadře do Němcům pronajatého čínského přístavu Tsingtau, kde sloužil v pozici důstojníka na dělových člunech chránících přístav – SMS Vaterland a SMS Tiger. V roce 1908 se vrátil do Německa, kde nejprve jako člen řadové osádky sloužil na výcvikových ponorkách U 1, U 2 a U 4 a později se stal velitelem na ponorkách U 4, U 3 a U 5. V říjnu 1911 se stal velitelem moderní ponorky U 9 a konečně půl roku na to byl povýšen na kapitánporučíka.

## Potopení anglických křižníků
Za největší Weddigenův úspěch a také jeden z největších úspěchů německého ponorkového loďstva se dá považovat bitva, která se odehrála 22. září 1914 u nizozemského pobřeží. Weddigenova ponorka U 9 v oblasti hlídkovala, když kolem 7 hodiny ranní uviděla kouřící komíny starých britských křižníků třídy Cressy HMS Aboukir, HMS Hogue a HMS Cressy (každý o výtlaku 12 000 tun). Weddigen postupně nechal odpálit všechna torpéda, která měl v ponorce (celkově šest). První šel ke dnu Aboukir, po něm Hogue a nakonec i Cressy. Z potopených lodí se zachránilo asi 60 důstojníků a 800 námořníků, avšak 1459 mužů našlo svoji smrt v Severním moři. Po tomto úspěchu se stal Weddigen hvězdou, dostal železný kříž a byl o něm v roce 1927 natočen i film U 9 Weddigen.

## Další úspěchy
Potopením britského křižníku HMS Hawke v Severním moři 14. října 1914 se Otto Weddigen stal esem a následně získal 24. října 1914 nejvyšší německé vyznamenání Pour le Mérite.

## Smrt
Weddigen zemřel 18. března 1915 při útoku poblíže Scapa Flow. Tou dobou už velel na moderní ponorce U 29. Po neúspěšném útoku na HMS Neptune si pozorovatel na HMS Dreadnought všiml periskopu ponorky a HMS Dreadnaught poté ponorku taranoval. Nikdo z posádky ponorky nepřežil.